# Henschel P.75
El Henschel Hs P.75 fue un prototipo propuesto en 1941 por la empresa Henschel & Son a la Luftwaffe como sustituto del caza pesado Messerschmitt Bf 110. Nunca llegó a fabricarse.

## Diseño
A pesar de su diseño inusual para la época, su configuración alar de tipo canard, sus motores colocados en la parte trasera, sus alas en flecha y sus dos estabilizadores verticales le otorgarían ciertas ventajas respecto a otras aeronaves. El ancho fuselaje estaba diseñado para albergar dos motores DB 603 V12 unidos, los cuales estarían justo detrás de la cabina del piloto. Las hélices del avión tenían configuraciones de giro que se contrarrestaban, evitando así el efecto del torque. Su cola vertical se encontraba debajo de su fuselaje de modo que pudiera funcionar como tope de cola y evitar así que las hélices tocaran el suelo. Su combustible estaba distribuido en tres tanques, dos colocados en las alas y uno tras la cabina. En el morro contaba con cuatro cañones Mk 108 de 30 mm. Tenía un tren de aterrizaje de triciclo.
Como ventaja de su configuración alar tipo canard, la instalación de sus armas sería mucho más simplificada y el piloto contaría con una mejor visión de campo.
Referencia datos: 

### Características generales
- Tripulación: 1 piloto
- Longitud: 11,3 m
- Envergadura: 12,2 m
- Altura: 4,3 m
- Superficie alar: 28.4 m²
- Peso cargado: 7500 kg
- Peso máximo al despegue: 3.600 kg
- Planta motriz: 2× motor V12 DB 613..
  - Potencia: 3500 HP cada uno.
- Diámetro de la hélice: 3,2 m

### Rendimiento
- Velocidad máxima operativa (Vno): 790 km/h
- Techo de vuelo: 12.000 m (39.370 ft)

### Armamento
- Cañones: 4× Cañón Mk108 de 30 mm situados en el morro.

### Aeronaves similares
- Curtiss-Wright XP-55 Ascender
- Northrop XP-56 Black Bullet
- Ambrosini SS.4
- Kyūshū J7W
- Miles Libellula
- Saab 21